# Robillardia
Genre
Synonymes
- Luetzenia Rehder, 1980[1]

Robillardia est un genre de mollusques gastéropodes au sein de la famille Eulimidae. Les espèces rangées dans ce genre sont marines et parasitent des échinodermes ; l'espèce type est Robillardia cernica.

## Distribution
Les espèces sont présentes dans l'océan Indien : l'holotype de Robillardia cernica a ainsi été découvert à l'île Maurice.

## Liste d'espèces
Selon World Register of Marine Species (29 août 2017) :
- Robillardia cernica E. A. Smith, 1889
- Robillardia pisum (Habe, 1953)
- Robillardia solida Warén, 1980